# Munidopsis abbreviata
Munidopsis abbreviata är en kräftdjursart som först beskrevs av Alphonse Milne-Edwards 1880.  Munidopsis abbreviata ingår i släktet Munidopsis och familjen trollhumrar. Inga underarter finns listade i Catalogue of Life.